# Skoki narciarskie na ogólnopolskiej olimpiadzie młodzieży
Skoki narciarskie w ramach OOM są organizowane od 1996 r. W latach 1996–1997, i od 2000 r. rozgrywano cztery konkursy indywidualne w skokach narciarskich. Dwa w kategorii Juniorów Młodszych i dwa  w kategorii Juniorów. W 1998 roku rozegrano jeden konkurs w kategorii juniorów Młodszych i Juniorów. W 1999 roku w kategorii Juniorów rozegrano dwa konkursy a w kategorii Juniorów Młodszych jeden. W roku 2000 po raz pierwszy rozegrano zawody drużynowe w skokach narciarskich (w obu kategoriach). W 2009 roku nie rozegrano konkursu drużynowego w kategorii juniorów, a rok później nie rozegrano konkursu drużynowego w żadnej z dwóch kategorii. 

## Juniorzy Młodsi (Junior B) Indywidualnie
| Rok  | Miejsce             | Złoty medal         | Srebrny medal        | Brązowy medal        |
| ---- | ------------------- | ------------------- | -------------------- | -------------------- |
| 1996 | Zakopane            | Andrzej Galica      | Krystian Długopolski | Grzegorz Śliwka      |
| 1996 | Zakopane            | Andrzej Galica      | Rafał Kuchta         | Bartłomiej Nikiel    |
| 1997 | Szczyrk             | Daniel Bachleda     | Grzegorz Sobczyk     | Mariusz Maciaś       |
| 1997 | Wisła               | Daniel Bachleda     | Mariusz Maciaś       | Tomisław Tajner      |
| 1998 | Karpacz             | Tomisław Tajner     | Tomasz Pochwała      | Paweł Kruczek        |
| 1999 | Zakopane            | Bartłomiej Nikiel   | Tomasz Pochwała      | Adam Ziółek          |
| 2000 | Karpacz K-70        | Józef Zygmuntowicz  | Adam Żółtek          | Wojciech Cieślar     |
| 2000 | Lubawka K-85        | Adam Żółtek         | Wojciech Cieślar     | Janusz Zygmuntowicz  |
| 2001 | Wisła K-65          | Mateusz Rutkowski   | Krzysztof Styrczula  | Stefan Hula          |
| 2001 | Szczyrk K-85        | Krzysztof Styrczula | Mateusz Rutkowski    | Janusz Zygmuntowicz  |
| 2002 | Zakopane K-65       | Kamil Stoch         | Stanisław Świder     | Mateusz Rutkowski    |
| 2002 | Zakopane K-85       | Kamil Stoch         | Stefan Hula          | Krzysztof Styrczula  |
| 2003 | Lubawka             | Jan Ciapała         | Kamil Stoch          | Wojciech Topór       |
| 2003 | Karpacz             | Kamil Stoch         | Fabian Malik         | Paweł Urbański       |
| 2004 | Wisła K-65          | Dawid Kowal         | Robert Staszel       | Piotr Chowaniec      |
| 2004 | Szczyrk K-85        | Dawid Kowal         | Sebastian Toczek     | Robert Staszel       |
| 2005 | Wisła K-65          | Artur Broda         | Jakub Kot            | Piotr Byrt           |
| 2005 | Szczyrk K-85        | Artur Broda         | Piotr Byrt           | Jakub Kot            |
| 2006 | Karpacz             | Jan Ziobro          | Jakub Kot            | Mateusz Kukuczka     |
| 2006 | Lubawka             | Maciej Kot          | Jan Ziobro           | Dawid Kubacki        |
| 2007 | Zakopane K-65       | Kamil Kowal         | Maciej Kot           | Krzysztof Miętus     |
| 2007 | Zakopane K-85       | Maciej Kot          | Krzysztof Miętus     | Jakub Kot            |
| 2008 | Wisła K-65          | Paweł Słowiok       | Kamil Skrobot        | Michał Pyclik        |
| 2008 | Szczyrk K-95        | Dawid Kubacki       | Paweł Słowiok        | Adam Cieślar         |
| 2009 | Szczyrk K-95        | Grzegorz Miętus     | Klimek Murańka       | Adam Cieślar         |
| 2009 | Szczyrk K-95        | Klimek Murańka      | Grzegorz Miętus      | Jędrzej Ścisłowicz   |
| 2010 | Karpacz             | Klimek Murańka      | Grzegorz Miętus      | Aleksander Zniszczoł |
| 2010 | Lubawka             | Grzegorz Miętus     | Klimek Murańka       | Aleksander Zniszczoł |
| 2011 | Zakopane K-85       | Grzegorz Miętus     | Klimek Murańka       | Tomasz Byrt          |
| 2011 | Zakopane K-120      | Tomasz Byrt         | Klimek Murańka       | Krzysztof Biegun     |
| 2012 | Szczyrk K-95        | Klimek Murańka      | Mateusz Kojzar       | Krzysztof Biegun     |
| 2012 | Wisła K-120         | Klimek Murańka      | Aleksander Zniszczoł | Mateusz Kojzar       |
| 2013 | Szczyrk K-95        | Jakub Wolny         | Jan Łowisz           | Adam Ruda            |
| 2013 | Szczyrk K-95        | Jakub Wolny         | Przemysław Kantyka   | Adam Ruda            |
| 2014 | Szczyrk K-95        | Krzysztof Leja      | Łukasz Podżorski     | Paweł Gut            |
| 2014 | Wisła K-120         | Przemysław Kantyka  | Krzysztof Leja       | Łukasz Podżorski     |
| 2015 | Strbskie Pleso K-90 | Dominik Kastelik    | Paweł Gut            | Paweł Twardosz       |
| 2015 | Zakopane K-120      | Dominik Kastelik    | Paweł Gut            | Paweł Twardosz       |
| 2016 | Harrachov K-90      | Paweł Wąsek         | Bartosz Czyż         | Paweł Chyc           |
| 2016 | Harrachov K-90      | Paweł Wąsek         | Dawid Krupa          | Bartosz Czyż         |
| 2017 | Zakopane K-125      | Paweł Wąsek         | Tomasz Pilch         | Bartosz Czyż         |
| 2017 | Zakopane K-125      | Paweł Wąsek         | Bartosz Czyż         | Dawid Jarząbek       |
| 2018 | Zakopane K-125      | Szymon Pawłowski    | Karol Niemczyk       | Mateusz Gruszka      |
| 2018 | Zakopane K-125      | Szymon Pawłowski    | Kacper Juroszek      | Jarosław Krzak       |

## Juniorzy Młodsi (Junior B) Drużynowo
| Rok  | Miejsce                     | Złoty medal                                                                   | Srebrny medal                                                                              | Brązowy medal                                                                   |                             |
| ---- | --------------------------- | ----------------------------------------------------------------------------- | ------------------------------------------------------------------------------------------ | ------------------------------------------------------------------------------- | --------------------------- |
| 2000 | Karpacz K-85                | TS Wisła Zakopane - Adam Żółtek - Andrzej Styrczula - Józef Zygmuntowicz      | WKS Zakopane - Jan Mąka - Sławomir Bobak - Andrzej Morula                                  | TS Wisła Zakopane II - Krzysztof Masny - Marcin Mąka - Dariusz Tylka            |                             |
| 2001 | ?                           | Wisła Ustronianka - Szymon Badura - Marek Cieślar - Wojciech Cieślar          | TS Wisła Zakopane - Krzysztof Masny - Krzysztof Styrczula - Mateusz Rutkowski              | WKS Zakopane - Jan Mąka - Sławomir Bobak - Andrzej Dorula                       |                             |
| 2002 | Zakopane K-65               | TS Wisła Zakopane - Paweł Urbański - Mateusz Rutkowski - Krzysztof Styrczula  | LKS Poroniec Poronin - Wojciech Wiercioch - Stanisław Świder - Kamil Stoch                 | Wisła Ustronianka - Mateusz Wantulok - Szymon Badura - Piotr Żyła               |                             |
| 2003 | Karpacz K-85                | Start Krokiew Zakopane - Marek Michniak - Paweł Urbański - Wojciech Topór     | Wisła Ustronianka - Mateusz Wantulok - Tomasz Cieślar - Adam Gała                          | TS Wisła Zakopane - Piotr Chowaniec - Tomasz Sikoń - Tomasz Kwak                |                             |
| 2004 | ?                           | Start Krokiew Zakopane - Andrzej Pawlak - Sebastian Toczek - Dawid Kowal      | Wisła Ustronianka - Piotr Byrt - Artur Broda - Jarosław Poloczek                           | TS Wisła Zakopane - Jan Handzel - Andrzej Kos - Piotr Chowaniec                 |                             |
| 2005 | Szczyrk                     | Wisła Ustronianka - Jarosław Poloczek - Piotr Byrt - Artur Broda              | TS Wisła Zakopane - Kacper Skrobot - Andrzej Kos - Dawid Kubacki                           | Start Krokiew Zakopane - Marcin Kulig - Kamil Kowal - Jakub Kot                 |                             |
| 2006 | ?                           | Start Krokiew Zakopane - Krzysztof Miętus - Jakub Kot - Maciej Kot            | TS Wisła Zakopane - Kamil Skrobot - Dawid Kubacki - Kacper Skrobot                         | Wisła Ustronianka - Mariusz Kawulok - Mateusz Cieślar - Mateusz Kukuczka        |                             |
| 2007 | Zakopane                    | Start Krokiew Zakopane I - Jakub Kot - Krzysztof Miętus - Maciej Kot          | Start Krokiew Zakopane II - Bartłomiej Czernik - Andrzej Zapotoczny - Kamil Kowal          | TS Wisła Zakopane - Marcin Kulig - Dawid Kubacki - Kamil Skrobot                |                             |
| 2008 | ?                           | Wisła Ustronianka I - Mariusz Kawulok - Adam Cieślar - Paweł Słowiok          | TS Wisła Zakopane - Kamil Skrobot - Artur Bandyk - Dawid Kubacki                           | Wisła Ustronianka II - Marek Jurosz - Przemysław Polok - Kamil Waluś            |                             |
| 2009 | Szczyrk                     | Wisła Ustronianka - Paweł Słowiok - Mateusz Cieślar - Adam Cieślar            | Start Krokiew Zakopane - Mateusz Mniszak - Piotr Szczepaniak - Krupowski - Grzegorz Miętus | LZS Sokół Szczyrk - Szczepan Kupczak - Konrad Turczak - Michał Pyclik           |                             |
| 2010 | Konkursu nie przeprowadzono | Konkursu nie przeprowadzono                                                   | Konkursu nie przeprowadzono                                                                | Konkursu nie przeprowadzono                                                     | Konkursu nie przeprowadzono |
| 2011 | Zakopane                    | TS Wisła Zakopane - Rafał Polnikiewicz - Andrzej Gąsienica - Klimek Murańka   | Wisła Ustronianka - Szymon Szostok - Aleksander Zniszczoł - Tomasz Byrt                    | AZS Zakopane - Marcin Miętus - Wojciech Marusarz - Grzegorz Miętus              |                             |
| 2012 | ?                           | Wisła Ustronianka - Mateusz Kojzar - Aleksander Zniszczoł - Szymon Szostok    | TS Wisła Zakopane - Klimek Murańka - Paweł Murzyn - Michał Pytel                           | Sokół Szczyrk - Krzysztof Biegun - Sebastian Hebel - Konrad Janota              |                             |
| 2013 | Szczyrk K-95                | LKS Klimczok Bystra - Damian Żyła - Jakub Wolny - Przemysław Kantyka          | Sokół Szczyrk - Dawid Osiński - Kacper Kupczak - Sebastian Hebel                           | AZS Zakopane - Krzysztof Leja - Bartosz Gąsienica - Laskowy - Jan Łowisz        |                             |
| 2014 | Szczyrk K-95                | reprezentacja Śląska - Marek Matuszny - Łukasz Podżorski - Przemysław Kantyka | AZS Zakopane - Krystian Kołodziej - Tymoteusz Urbaś - Krzysztof Leja                       | reprezentacja Małopolski - Maciej Łukaszczyk - Daniel Mąka - Paweł Gut          |                             |
| 2015 | Strbskie Pleso K-90         | Sokół Szczyrk - Dawid Krupa - Szymon Łokaj - Dominik Kastelik                 | reprezentacja Małopolski - Andrzej Pałasz - Daniel Mąka - Paweł Gut                        | reprezentacja Śląska - Paweł Twardosz - Jakub Jurosz - Mateusz Dyrcz            |                             |
| 2016 | Harrachov K-90              | Wisła Ustronianka - Paweł Wąsek - Bartosz Czyż - Jakub Jurosz                 | TS Wisła Zakopane - Paweł Chyc - Damian Skupień - Mariusz Ciślak                           | reprezentacja Małopolski - Mateusz Marusarz - Jakub Chowaniec - Mateusz Staszel |                             |
| 2017 | Zakopane K-120              | Wisła Ustronianka - Paweł Wąsek - Bartosz Czyż - Tomasz Pilch                 | TS Wisła Zakopane - Andrzej Szczechowicz - Damian Skupień - Dawid Jarząbek                 | LKS Klimczok Bystra - Kacper Konior - Piotr Kudzia - Szymon Pawłowski           |                             |
| 2018 | Zakopane K-120              | LKS Klimczok Bystra - Piotr Kudzia - Szymon Pawłowski - Karol Niemczyk        | Wisła Ustronianka - Mateusz Małyjurek - Szymon Jojko - Kacper Juroszek                     | Małopolska I - Dawid Haberny - Andrzej Szczechowicz - Maciej Zborowski          |                             |

## Juniorzy (Junior A) Indywidualnie
| Rok  | Miejsce                                                                       | Złoty medal                                                                   | Srebrny medal                                                                 | Brązowy medal                                                                 |                                                                               |
| ---- | ----------------------------------------------------------------------------- | ----------------------------------------------------------------------------- | ----------------------------------------------------------------------------- | ----------------------------------------------------------------------------- | ----------------------------------------------------------------------------- |
| 1996 | Zakopane                                                                      | Aleksander Bojda                                                              | Tadeusz Ziółek                                                                | Krzysztof Staszel                                                             |                                                                               |
| 1996 | Zakopane                                                                      | Aleksander Bojda                                                              | Marcin Sitarz                                                                 | Andrzej Karpiel                                                               |                                                                               |
| 1997 | Szczyrk                                                                       | Krzysztof Staszel                                                             | Andrzej Galica                                                                | Mirosław Kędzior                                                              |                                                                               |
| 1997 | Wisła                                                                         | Krzysztof Staszel                                                             | Andrzej Galica                                                                | Rafał Kuchta                                                                  |                                                                               |
| 1998 | Karpacz                                                                       | Daniel Bachleda                                                               | Marcin Bachleda                                                               | Mariusz Maciaś                                                                |                                                                               |
| 1999 | Zakopane                                                                      | Grzegorz Śliwka                                                               | Maciej Maciusiak                                                              | Mariusz Chrapek                                                               |                                                                               |
| 1999 | Zakopane                                                                      | Maciej Maciusiak                                                              | Wojciech Babiarz                                                              | Daniel Bachleda                                                               |                                                                               |
| 2000 | Karpacz K-85                                                                  | Grzegorz Śliwka                                                               | Tomasz Pochwała                                                               | Marcin Bachleda                                                               |                                                                               |
| 2000 | Karpacz K-85                                                                  | Marcin Bachleda                                                               | Tomasz Pochwała                                                               | Grzegorz Śliwka                                                               |                                                                               |
| 2001 | Wisła K-65                                                                    | Tomisław Tajner                                                               | Paweł Kruczek                                                                 | Grzegorz Zapotoczny                                                           |                                                                               |
| 2001 | Szczyrk K-85                                                                  | Tomisław Tajner                                                               | Paweł Kruczek                                                                 | Bartłomiej Nikiel                                                             |                                                                               |
| 2002 | Zakopane K-85                                                                 | Marcin Mąka                                                                   | Wojciech Cieślar                                                              | Krzysztof Masny                                                               |                                                                               |
| 2002 | Zakopane K-85                                                                 | Jan Mąka                                                                      | Wojciech Cieślar                                                              | Marcin Mąka                                                                   |                                                                               |
| 2003 | Lubawka                                                                       | Mateusz Rutkowski                                                             | Krzysztof Styrczula                                                           | Stefan Hula                                                                   |                                                                               |
| 2003 | Karpacz                                                                       | Krzysztof Styrczula                                                           | Mateusz Rutkowski                                                             | Przemysław Wyrwa                                                              |                                                                               |
| 2004 | Szczyrk K-85                                                                  | Kamil Stoch                                                                   | Stanisław Świder                                                              | Stefan Hula                                                                   |                                                                               |
| 2004 | Szczyrk K-85                                                                  | Kamil Stoch                                                                   | Stefan Hula                                                                   | Wojciech Topór                                                                |                                                                               |
| 2005 | Szczyrk K-85                                                                  | Piotr Żyła                                                                    | Wojciech Topór                                                                | Paweł Urbański                                                                |                                                                               |
| 2005 | Szczyrk K-85                                                                  | Wojciech Topór                                                                | Marek Michniak                                                                | Mateusz Wantulok                                                              |                                                                               |
| 2006 | Karpacz K-85                                                                  | Sebastian Toczek                                                              | Piotr Byrt                                                                    | Wojciech Gąsienica-Kotelnicki                                                 |                                                                               |
| 2006 | Lubawka K-90                                                                  | Sebastian Toczek                                                              | Piotr Chowaniec                                                               | Wojciech Gąsienica-Kotelnicki                                                 |                                                                               |
| 2007 | Zakopane                                                                      | Sebastian Toczek                                                              | Łukasz Rutkowski                                                              | Dawid Kowal                                                                   |                                                                               |
| 2007 | Zakopane K-85                                                                 | Sebastian Toczek                                                              | Łukasz Rutkowski                                                              | Dawid Kowal                                                                   |                                                                               |
| 2008 | Szczyrk K-95                                                                  | Maciej Kot                                                                    | Krzysztof Miętus                                                              | Łukasz Rutkowski                                                              |                                                                               |
| 2008 | Szczyrk K-95                                                                  | Łukasz Rutkowski                                                              | Dawid Kowal                                                                   | Krzysztof Miętus                                                              |                                                                               |
| 2009 | Wisła K-120                                                                   | Andrzej Zapotoczny                                                            | Dawid Kubacki                                                                 | Wojciech Gąsienica-Kotelnicki                                                 |                                                                               |
| 2009 | Szczyrk K-95                                                                  | Jakub Kot                                                                     | Andrzej Zapotoczny                                                            | Dawid Kubacki                                                                 |                                                                               |
| 2010 | Karpacz K-85                                                                  | Maciej Kot                                                                    | Jakub Kot                                                                     | Jan Ziobro                                                                    |                                                                               |
| 2010 | Lubawka K-90                                                                  | Jakub Kot                                                                     | Maciej Kot                                                                    | Dawid Kubacki                                                                 |                                                                               |
| 2011 | Zakopane K-85                                                                 | Szczepan Kupczak                                                              | Jędrzej Ścisłowicz                                                            | Andrzej Szlembarski                                                           |                                                                               |
| 2011 | Zakopane K-120                                                                | Adam Cieślar                                                                  | Szczepan Kupczak                                                              | Paweł Słowiok                                                                 |                                                                               |
| 2012 | Szczyrk K-95                                                                  | Bartłomiej Kłusek                                                             | Grzegorz Miętus                                                               | Tomasz Byrt                                                                   |                                                                               |
| 2012 | Wisła K-120                                                                   | Bartłomiej Kłusek                                                             | Tomasz Byrt                                                                   | Grzegorz Miętus                                                               |                                                                               |
| 2013 | Szczyrk K-95                                                                  | Grzegorz Miętus                                                               | Krzysztof Biegun                                                              | Bartłomiej Kłusek                                                             |                                                                               |
| 2013 | Szczyrk K-95                                                                  | Krzysztof Biegun                                                              | Klimek Murańka                                                                | Bartłomiej Kłusek                                                             |                                                                               |
| 2014 | Szczyrk K-95                                                                  | Krzysztof Biegun                                                              | Aleksander Zniszczoł                                                          | Sebastian Hebel                                                               |                                                                               |
| 2014 | Wisła K-120                                                                   | Jakub Wolny                                                                   | Aleksander Zniszczoł                                                          | Adam Ruda                                                                     |                                                                               |
| 2015 | Zakopane K-85                                                                 | Łukasz Podżorski                                                              | Adam Ruda                                                                     | Krzysztof Leja                                                                |                                                                               |
| 2015 | Zakopane K-120                                                                | Andrzej Stękała                                                               | Krzysztof Leja                                                                | Przemysław Kantyka                                                            |                                                                               |
| 2016 | Konkursu nie przeprowadzono z powodu zbyt małej liczby zgłoszonych zawodników | Konkursu nie przeprowadzono z powodu zbyt małej liczby zgłoszonych zawodników | Konkursu nie przeprowadzono z powodu zbyt małej liczby zgłoszonych zawodników | Konkursu nie przeprowadzono z powodu zbyt małej liczby zgłoszonych zawodników |                                                                               |
| 2016 | Konkursu nie przeprowadzono z powodu zbyt małej liczby zgłoszonych zawodników | Konkursu nie przeprowadzono z powodu zbyt małej liczby zgłoszonych zawodników | Konkursu nie przeprowadzono z powodu zbyt małej liczby zgłoszonych zawodników | Konkursu nie przeprowadzono z powodu zbyt małej liczby zgłoszonych zawodników | Konkursu nie przeprowadzono z powodu zbyt małej liczby zgłoszonych zawodników |
| 2017 | Zakopane K-125                                                                | Dominik Kastelik                                                              | Dawid Krupa                                                                   | Paweł Chyc                                                                    |                                                                               |
| 2017 | Zakopane K-125                                                                | Dominik Kastelik                                                              | Dawid Krupa                                                                   | Łukasz Bukowski                                                               |                                                                               |
| 2018 | Zakopane K-125                                                                | Bartosz Czyż                                                                  | Dominik Kastelik                                                              | Damian Skupień                                                                |                                                                               |
| 2018 | Zakopane K-125                                                                | Bartosz Czyż                                                                  | Dominik Kastelik                                                              | Damian Skupień                                                                |                                                                               |

## Juniorzy (Junior A) Drużynowo
| Rok  | Miejsce                                                                       | Złoty medal                                                                             | Srebrny medal                                                                 | Brązowy medal                                                                      |                                                                               |
| ---- | ----------------------------------------------------------------------------- | --------------------------------------------------------------------------------------- | ----------------------------------------------------------------------------- | ---------------------------------------------------------------------------------- | ----------------------------------------------------------------------------- |
| 2000 | Karpacz K-85                                                                  | Wisła Ustronianka - Grzegorz Śliwka - Tomisław Tajner - Rafał Śliż                      | WKS Zakopane - Marcin Bachleda - Paweł Kruczek - Tycjan Chrapek               | LKS Poroniec Poronin - Grzegorz Zapotoczny - Michał Żołnierczyk - Wojciech Janik   |                                                                               |
| 2001 | ? K-85                                                                        | LKS Poroniec Poronin - Przemysław Ozorków - Grzegorz Zapotoczny - Michał Żołnierczyk    | LKS Ząb - Marian Słodyczka - Daniel Bobak - Marek Miśkowiec                   | LKS Poroniec Poronin II - Mariusz Zając - Andrzej Bobak - Wojciech Janik           |                                                                               |
| 2002 | Zakopane K-85                                                                 | TS Wisła Zakopane - Janusz Zygmuntowicz - Krzysztof Masny - Marcin Mąka                 | Wisła Ustronianka - Marek Cieślar - Mariusz Gomola - Wojciech Cieślar         | TS Wisła Zakopane II - Dariusz Tylka - Jan Kasperek - Andrzej Styrczula            |                                                                               |
| 2003 | Karpacz K-85                                                                  | TS Wisła Zakopane - Marcin Mąka - Mateusz Rutkowski - Janusz Zygmuntowicz               | Wisła Ustronianka - Przemysław Wyrwa - Wojciech Cieślar - Szymon Badura       | LKS Poroniec Poronin - Jan Skupień - Wojciech Wiercioch - Stanisław Świder         |                                                                               |
| 2004 | ?                                                                             | Start Krokiew Zakopane - Paweł Urbański - Wojciech Topór - Krzysztof Styrczula          | Sokół Szczyrk - Fabian Malik - Wojciech Pawlusiak - Stefan Hula               | LKS Poroniec Poronin - Piotr Burnus - Stanisław Świder - Kamil Stoch               |                                                                               |
| 2005 | Szczyrk K-85                                                                  | Wisła Ustronianka - Grzegorz Podżorski - Mateusz Wantulok - Piotr Żyła                  | Start Krokiew Zakopane - Marek Michniak - Paweł Urbański - Wojciech Topór     | Start Krokiew Zakopane II - Andrzej Pawlak - Sebastian Toczek - Dawid Kowal        |                                                                               |
| 2006 | ?                                                                             | Wisła Ustronianka - Artur Broda - Jarosław Poloczek - Piotr Byrt                        | TS Wisła Zakopane - Michał Chabowski - Andrzej Kos - Piotr Chowaniec          | Wisła Ustronianka II - Michał Barbach - Dariusz Podżorny - Jakub Stec              |                                                                               |
| 2007 | Zakopane                                                                      | Start Krokiew Zakopane - Wojciech Gąsienica-Kotelnicki - Dawid Kowal - Sebastian Toczek | Wisła Ustronianka - Piotr Byrt - Jarosław Poloczek - Artur Broda              | TS Wisła Zakopane - Piotr Chowaniec - Andrzej Kos - Łukasz Rutkowski               |                                                                               |
| 2008 | ?                                                                             | Start Krokiew Zakopane - Dawid Kowal - Krzysztof Miętus - Maciej Kot                    | Start Krokiew Zakopane II - Andrzej Zapotoczny - Jakub Kot - Kamil Kowal      | Wisła Ustronianka - Jarosław Poloczek - Artur Broda - Mateusz Cieślar              |                                                                               |
| 2009 | Konkursu nie przeprowadzono                                                   | Konkursu nie przeprowadzono                                                             | Konkursu nie przeprowadzono                                                   | Konkursu nie przeprowadzono                                                        | Konkursu nie przeprowadzono                                                   |
| 2010 | Konkursu nie przeprowadzono                                                   | Konkursu nie przeprowadzono                                                             | Konkursu nie przeprowadzono                                                   | Konkursu nie przeprowadzono                                                        | Konkursu nie przeprowadzono                                                   |
| 2011 | Zakopane                                                                      | Wisła Ustronianka - Adam Cieślar - Mateusz Cieślar - Artur Kukuła                       | Wisła Ustronianka II - Piotr Wójcik - Paweł Słowiok - Piotr Czyż              | LKS Klimczok Bystra - Karol Adamus - Dawid Kanik - Jędrzej Ścisłowicz              |                                                                               |
| 2012 | ?                                                                             | Wisła Ustronianka - Tomasz Byrt - Piotr Czyż - Artur Kukuła                             | LKS Klimczok Bystra - Dawid Kanik - Bartłomiej Kłusek - Jędrzej Ścisłowicz    | Wisła Ustronianka II - Adam Cieślar - Szczepan Kupczak - Paweł Słowiok             |                                                                               |
| 2013 | Szczyrk K-95                                                                  | Wisła Ustronianka - Aleksander Zniszczoł - Szymon Szostok - Tomasz Byrt                 | TS Wisła Zakopane - Rafał Polinkiewicz - Andrzej Gąsienica - Klimek Murańka   | LKS Klimczok Bystra - Wojciech Fąferko - Piotr Świerczek - Bartłomiej Kłusek       |                                                                               |
| 2014 | Szczyrk K-95                                                                  | Sokół Szczyrk - Sebastian Hebel - Konrad Janota - Krzysztof Biegun                      | reprezentacja Śląska - Kacper Kupczak - Mateusz Kojzar - Aleksander Zniszczoł | reprezentacja Małopolski - Michał Gut - Chowaniec - Damian Urbaś - Stanisław Biela |                                                                               |
| 2015 | ? K-?                                                                         | AZS Zakopane - Tymoteusz Urbaś - Krzysztof Leja - Andrzej Stękała                       | ZTS Zakucie Zagórz - Gabriel Majcher - Michał Milczanowski - Adam Ruda        | TS Wisła Zakopane - Paweł Murzyn - Michał Pytel - Krystian Karpiel                 |                                                                               |
| 2016 | Konkursu nie przeprowadzono z powodu zbyt małej liczby zgłoszonych zawodników | Konkursu nie przeprowadzono z powodu zbyt małej liczby zgłoszonych zawodników           | Konkursu nie przeprowadzono z powodu zbyt małej liczby zgłoszonych zawodników | Konkursu nie przeprowadzono z powodu zbyt małej liczby zgłoszonych zawodników      | Konkursu nie przeprowadzono z powodu zbyt małej liczby zgłoszonych zawodników |
| 2017 | Zakopane K-125                                                                | Śląsk I - Jakub Jurosz - Dominik Kastelik - Dawid Krupa                                 | Małopolska - Mateusz Staszel - Paweł Chyc - Łukasz Bukowski                   | Śląsk II - Paweł Stwora - Mateusz Dyrcz - Paweł Twardosz                           |                                                                               |
| 2018 | Zakopane K-125                                                                | Śląsk I - Kacper Konior - Paweł Twardosz - Bartosz Czyż                                 | LZS Sokół Szczyrk - Wiktor Pękala - Mateusz Rajda - Dominik Kastelik          | TS Wisła Zakopane - Dawid Jarząbek - Mariusz Ciślak - Damian Skupień               |                                                                               |